# Alcis francki
Alcis francki là một loài bướm đêm trong họ Geometridae.